# キャラアニ
株式会社キャラアニ（英: chara-ani corporation）は、かつて存在した日本の企業。株式会社KADOKAWAの連結子会社であった。
電子商取引（EC）サイト「キャラアニ.com」の運営を中心に、キャラクターグッズの企画制作やイベント運営等を手がけていた。

## 概要
主にインターネット通販サイト「キャラアニ.com」の運営とキャラクターグッズの企画・制作・製造・販売業務が中心となる。またキャラクターグッズブランドの「トイズワークス」、コスメブランドの「秘色 -HiSOKU-」、フィギュアブランドの「CAworks」を展開している。
AKB48および姉妹グループSTU48の「劇場盤」と称されるWeb限定販売盤CDの独占販売も請け負っている。以前はSKE48・NMB48・HKT48の劇場盤、乃木坂46の「通常盤」も取り扱っていた。

## 沿革
- 1999年11月24日:角川書店、メディアワークス、インプレス、トランス・コスモス、日教販、アニメイトの6社により株式会社キャラクター・アンド・アニメ・ドット・コムとして設立[2]
- 2000年
  - 3月29日:東京都千代田区五番町にてキャラクター総合ECとして「キャラアニ.com」運営開始
  - 12月28日:Webアニメ「あずまんがWeb大王」を有料配信
- 2003年
  - 8月:東京都千代田区神田駿河台へ本社移転
  - 9月:通信販売代行業務を開始
- 2005年
  - 6月28日:株式会社キャラアニに社名変更
  - 12月:ケンウッド製HDDオーディオプレーヤー「HD20GA7」をベースにした新世紀エヴァンゲリオンモデルを2種類販売[3]
- 2006年
  - 2月:劇場卸販売業務を開始
  - 11月:モバイルサイト「キャラアニ.com モバイル」docomoの公式メニュー化
  - 12月:モバイルサイト「キャラアニ.com モバイル」EZwebの公式メニュー化
- 2007年3月:モバイルサイト「キャラアニ.com モバイル」ソフトバンクモバイルの公式メニュー化
- 2008年
  - 8月:東京都新宿区西新宿へ本社移転
  - 8月30日:アスキー・メディアワークス子会社の株式会社トイズワークスを吸収合併[4]
- 2009年6月5日: オリジナルコンテンツとしてWebラジオ「えどっ娘 天下大変!」を配信開始[5]
- 2010年6月:抽選販売用応募フォーム「www2.chara-ani.com」を開設
- 2011年
  - 2月:抽選販売専門ECサイト「キャラアニ・チャンス」、「キャラアニ・チャンスモバイル」を運営開始
  - 5月18日:女性向けドラマCDレーベル「Sherry Topaz」第1弾タイトルとしてドラマCD「私の執事 on mild taste」を発売
  - 7月:東京都千代田区富士見へ本社移転
- 2012年10月18日:PlayStation Vita用ストーリーRPG「英雄伝説 零の軌跡 Evolution」を発売[6]
- 2013年
  - 3月9日:ニコニコ静画のコンテンツを書籍化するコミックレーベル「ニコニコCAコミックス」を創刊[7]。
  - 6月29日:Zepp Tokyoにてゲームミュージックのライブイベント「JAPAN Game Music Festival 2013」を開催[8]。
- 2015年1月28日:音楽レーベル「CA Tunes」からボーカル＆ダンスアイドルユニットPASTEL CALLAがデビュー[9]
- 2016年8月20日:オリジナルコスメブランド「秘色-HiSOKU-」第一弾として刀剣乱舞-ONLINE-アイシャドウ6種予約開始
- 2021年2月21日:オリジナルフィギュアブランド「CAworks」第一弾として「無職転生 〜異世界行ったら本気だす〜」から「ロキシー・ミグルディア」の予約開始[10]
- 2022年1月1日：親会社である株式会社KADOKAWAに吸収合併され、会社解散[11]。通販事業などこれまでの事業はKADOKAWAが承継して継続

## ゲームソフト
※角川ゲームスより発売
- 英雄伝説 零の軌跡 Evolution
- 英雄伝説 碧の軌跡 Evolution
- 英雄伝説 空の軌跡 FC Evolution
- 英雄伝説 空の軌跡 SC Evolution
- 英雄伝説 空の軌跡 3rd Evolution
- ダライアスバースト クロニクルセイバーズ
- 旋光の輪舞2
- ゲーム天国 CruisinMix
- ラングリッサーI&II

## 映像
- あずまんがWeb大王
- X
- キノの旅
- 召しませロードス島戦記 〜それっておいしいの?〜　※小説「ロードス島戦記三昧」に付属。
- みんな集まれ!ファルコム学園
- みんな集まれ！ファルコム学園SC
- 洲崎西 THE ANIMATION
- 青春×機関銃
- 小森さんは断れない!
- 大家さんは思春期!
- にゃんこデイズ
- コンビニカレシ

## 過去に放送していたラジオ番組
- あなたにそっとくりいむレモン
- えどっ娘 天下大変!
- 神田朱未のわたしのすきなこと。（エフエム愛知）